# La Bonissima
La Bonissima è una statuetta posta all'angolo del Palazzo comunale di Modena

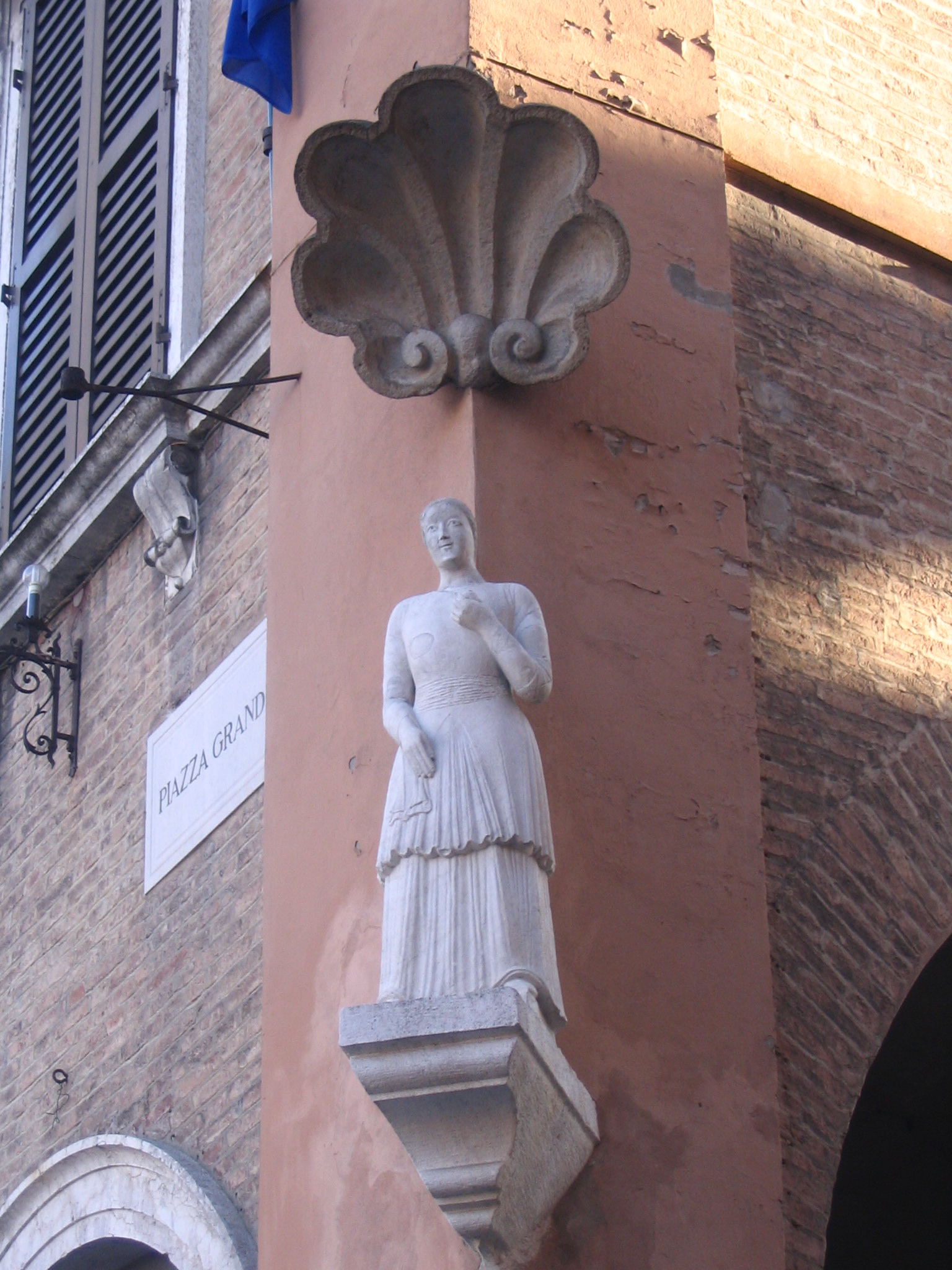
La statuetta della Bonissima.

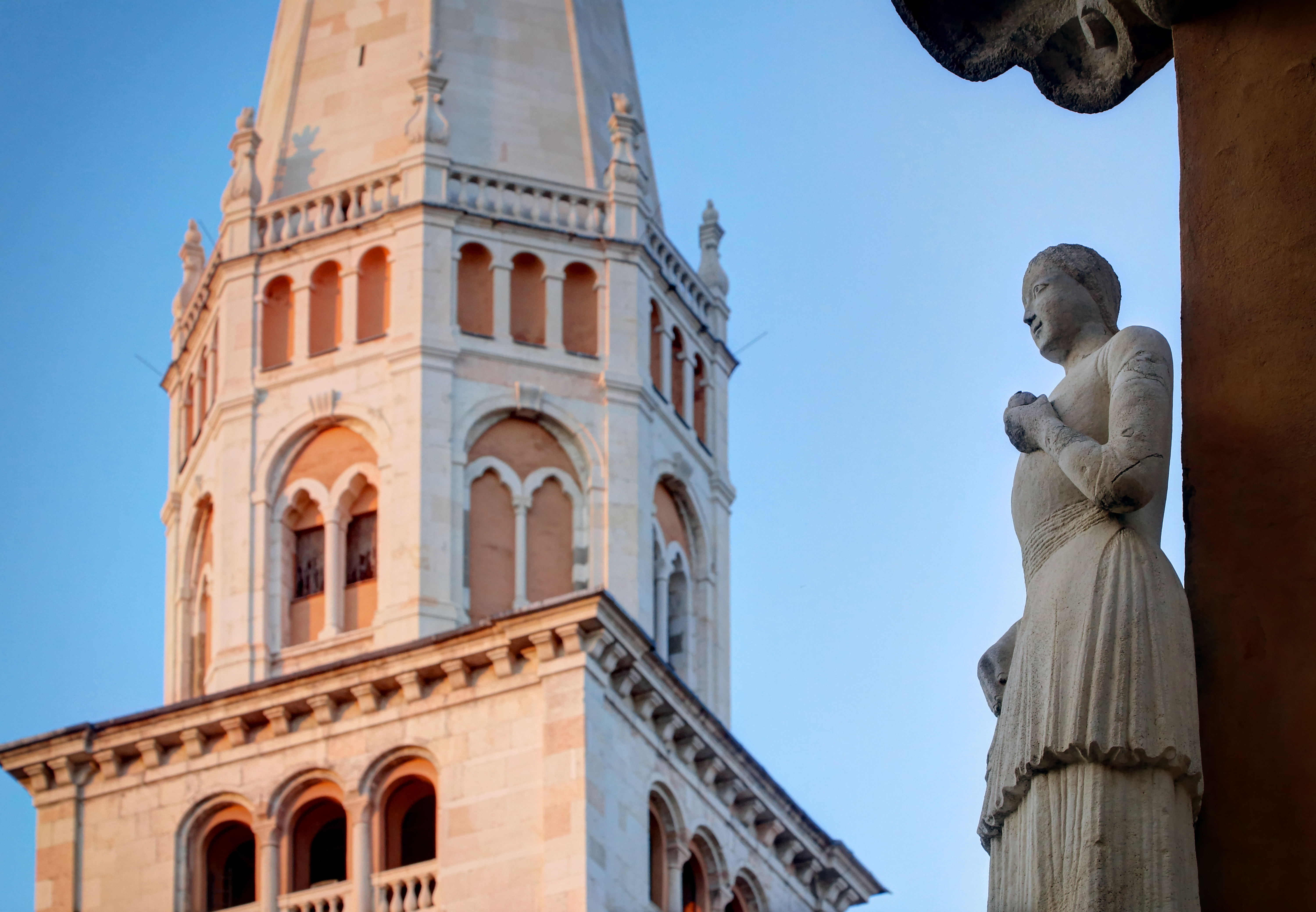
La Bonissima e la torre Ghirlandina

La statua, alta 137 cm.,  è composta da due parti:  una testa in marmo greco e un corpo in calcare cristallino. Difficile è stabilire l'autore dell'opera, ma secondo alcuni lo stile ed il vestiario la farebbero attribuire al Maestro delle Metope del  Duomo di Modena. Più semplice la datazione, ascrivibile al XII secolo anche grazie ad alcuni rilevi scritti, come il seguente della cronaca di Bonifazio da Morano:

"In quel tempo (1268) nell'ultimo giorno di aprile fu collocata la Buonissima, come statua di marmo nella piazza della città di Modena, davanti all'ufficio delle bollette (o della Bona Stima)"

La Bonissima fu spostata nella posizione attuale, anche se inizialmente su basi diverse, nel 1468, come racconta la Cronaca di Lancellotti.

## Etimologia
Probabilmente la statuetta doveva rappresentare l'onestà nel commercio ("Bonissima" da "Bona Esma" (Stima / Misura) - dal nome del palazzo della "bona misura"), tesi avvalorata dal fatto che in antico reggeva una bilancia e posava su un basamento con incise le diverse unità di misura. 
La statua ha preso dunque il nome dalla sua posizione e, nel tempo, ha assunto la sua denominazione attuale di Bonissima (Bunéssma nel dialetto locale). Nella città, la parola è ancora oggi sinonimo di persona curiosa, pettegola e conosciuta da tutti, proprio come la statuetta che dall'alto della sua posizione nella piazza può vedere e controllare tutto quello che succede

## Leggende sulla Bonissima
La leggenda più diffusa vuole che si trattasse di una ricca dama che, in un periodo di carestia, aveva sfamato il popolo, chiedendo aiuto agli altri notabili della città; cessata la carestia avrebbe festeggiato con tutta la popolazione nel suo palazzo, cacciando solo quanti non l'avevano aiutata nell'opera buona. Tale leggenda era rafforzata dall'identificazione, secondo il popolo, di una borsa in quella che è una piega della veste.

## Posizione degli storici
Gli studiosi riconoscono unanimemente che la Bonissima è un personaggio realmente vissuto. Sono divisi invece sull'identificazione dell'antica donna.
Per alcuni, si tratterebbe di “Bonixima, figlia di un tale Sigecio, che aveva donato vastissimi poderi al monastero di San Pietro. 
Secondo altri, si tratterebbe di Gundeberga, una donna longobarda morta il 12 giugno 570.